# Капелли, Орацио-Антонио
Орацио-Антонио Капелли (маркиз de Capelli; 1742—1826) — итальянский поэт.
Был министром королевского дома в Неаполе, позже государственным советником; оставил поэмы: «La Legge di natura», «Caserta» и др., после его смерти объединённые под названием «Opere del marchese Orazio Capelli» (Неаполь, 1832).